# Pertti Mäkinen
Pertti Kalervo Mäkinen, född 16 september 1952 i Tyrvis, är en finländsk skulptör och medaljkonstnär. Han studerade vid Kankaanpää konstskola år 1976-1979 och bor i Lavia, Björneborg. Mäkinen har designat nationella sidan av Finlands eneuromynten och flertal av minnesmynter.